# Pedicularis oederi
Espèce
Pedicularis oederi est une espèce de plantes à fleurs du genre Pedicularis appartenant à la famille des Scrophulariaceae selon la classification classique de Cronquist (1981) ou à celle des Orobanchaceae selon la taxonomie phylogénétique. Elle doit son nom au botaniste Georg Christian Oeder (1728-1791).

## Description
La pédiculaire d'Oeder se distingue par ses fleurs jaunes à l'apex carmin sur le limbe et dont les corolles sont plus larges que les calices. Ses tiges mesurent jusqu'à 15 cm de hauteur avec rarement des feuilles caulinaires. Ses feuilles sont lancéolées et divisées avec des lobes ovales, glabres et fort dentés. Les fleurs sont disposées en inflorescences spiciformes. Ses bractées sont lancéolées, duveteuses et fort dentées. Elles sont plus courtes que les pièces du périanthe.
Elle fleurit à la fin du printemps et au début de l'été.

## Habitat
La pédiculaire d'Oeder se rencontre dans la toundra et les zones alpines, ainsi que dans les prairies humides de montagne.

## Distribution
Autriche, Suisse, France, Italie, Allemagne, République tchèque, Slovaquie, ancienne Yougoslavie, Roumanie, Bulgarie, Pologne, Russie et Suède.